# .cw
.cw је највиши интернет домен државних кодова (ccTLD) за Kурасао. Настао је након одлуке Агенције за одржавање ISO-3166 да је 15. децембра 2010. године додељен CW као код ISO 3166-1 аlphа-2 за Курасао. Ова одлука уследила је после новог статуса Курасаа као аутономне земље у саставу Краљевине Холандије, 10. октобра 2010. Универзитет у Курасау, који је већ био спонзор за .an, одређен је као спонзорска организација. Регистрација домена .cw доступна је од 1. фебруара 2012. године.
Тренутно многи веб сајтови у Курасау и даље користе ccTLD холандских Антила, .an. Домене од .an моћи ће да пребаце на .sx (Свети Мартeн) или .cw, у зависности од места где се налазе.